# Щасливчик Люк (фільм, 2009)
«Щасливчик Люк» — пригодницький вестерн з комедійними нотками спільного виробництва Аргентини і Франції, який вийшов на екрани в 2009 році. Це режисерська робота Джеймса Хата.

## Зміст
Безстрашний і досвідчений стрілець, щасливчик Люк, за наказом президента вирушає наводити лад до свого рідного містечка Дейзі-Таун. Кохання і зведення старих рахунків очікує на нього.